# Грегорио де ла Куеста
Грегорио Гарсия де ла Куеста и Фернандес де Селис (на испански: Gregorio García de la Cuesta) (9 май 1741 – 26 ноември 1811) е виден испански генерал, служил по време на Полуостровната война.

## Ранна кариера
Роден в Ла Ластра, Кантабрия, в семейството на дребни благородници, Куеста започва военната си служба през 1758 г. в испанския Кралски гвардейски полк. Постига редица успехи като генерал-лейтенант по време на Пиренейската война през 1793-1795 г. На 20 декември 1795 г., ръководи 8000 души по време на успешнатао испанско-португалска атака над френското пристанище на Колиур. Войските на Куеста убиват или пленяват 4000 от 5-те хиляди защитници. Под командването на Хосе Урутия и де лас Касас, води дивизия в успешната битка при Баскара на 14 юни 1795 г. Hа 26 юли, корпусът му от 7000 до 9000 войника залавя 1500 французи при Пучсерда. На следващия ден, той напада град Белвер с 1000 души гарнизон. Куеста няма представа, че и двете битки са след сключването на Базелския мир на 22 юли 1795 г. Политически интриги предотвратяват по-нататъшното развитие на генерала, докато сътресенията през 1805 г. довеждат до назначаването му за главнокомандващ на Армията на Стара Кастилия.